# Cornufer elegans
Cornufer elegans е вид жаба от семейство Ceratobatrachidae. Видът не е застрашен от изчезване.

## Разпространение
Разпространен е в Папуа Нова Гвинея.